# Fifth Dimension (album)
Fifth Dimension is het derde  studioalbum van de Amerikaanse folk  rock band The Byrds. Het is het eerste album waarop de band onder meer psychedelische rock laat horen, zoals in het bekende nummer Eight miles high.

## Muzikanten
Dit is het eerste album dat verschenen is nadat Gene Clark (de belangrijkste songwriter van de band) de groep heeft verlaten. Clark heeft in 1964 samen met David Crosby en Jim McGuinn de band opgericht maar hij verliet de groep in februari 1966. Hij had een hekel aan reizen, onder meer als gevolg van zijn vliegangst. Bovendien waren de andere bandleden verbolgen over het feit dat hij met zijn composities via royalty's meer geld verdiende dan de rest. Gene Clark verliet de band in februari 1966 en begon aan een solocarrière. Om zijn vertrek te compenseren, zijn de andere bandleden voor de volgende albums meer songs gaan schrijven. Gene Clark heeft op een aantal nummers van dit album nog mee gezongen en op Captain soul speelt hij op de mondharmonica. Ook heeft hij mee geschreven aan Eight miles high. Later heeft hij in diverse formaties gespeeld, waaronder het trio McGuinn, Clark en Hillman.
Samenstelling The Byrds:
- Jim McGuinn – solo gitaar en zang
- David Crosby – ritme gitaar en zang
- Chris Hillman –  elektrische bas en zang
- Michael Clarke – drums

## Muziek
The Byrds speelden van oorsprong  een mengeling van pop- en folk muziek. De groep onderscheidde zich vooral door de melodieuze samenzang en de 12-snarige gitaar. Later hebben ze ook andere muziek toegevoegd zoals raga en  psychedelische rock. Raga is Indiase muziek, met veel improvisatie. Psychedelische rock was vooral populair rond 1966 en 1967. In deze muziek werden vaak nieuwe opname-technieken en geluidseffecten toegepast, evenals niet-westerse klanken en improvisaties. Bekende psychedelische bands uit die tijd waren onder meer Love, Jimi Hendrix, Jefferson Airplane en Pink Floyd.
Eight miles high is het meest psychedelische nummer van dit album, vooral door de experimentele gitaarsolo’s. Wild mountain thyme en John Riley zijn traditionele ballads, waarin de band wordt ondersteund door een strijkorkest. De arrangementen zijn geschreven door producer Allen Stanton. Het meest indrukwekkende liedje van dit album is I come and stand at every door, van de Turkse schrijver en dichter Nazim Hikmet. De tekst is een gedicht over een 7-jarig meisje dat omkwam bij de atoombom in Hiroshima (Japan, 1945). Het liedje omschrijft hoe de geest van het meisje over de wereld dwaalt, op zoek naar vrede. Dit liedje is veel vertaald (onder meer in het Nepalees, Grieks, Japans, Bengaals en Engels) en is ook  gezongen door Pete Seeger. Hey Joe (Where You Gonna Go )is later bekend geworden door Jimi Hendrix. De uitvoering van The Byrds is meer rockend, terwijl de versie van Jimi Hendrix meer bluesy is. De Amerikaanse musicus, songschrijver en producer Van Dyke Parks speelt orgel op de openingstrack 5D (Fifth dimension).

## Tracklijst

### kant een
1. 5D (Fifth Dimension) -  (Jim McGuinn) – 2:33
2. Wild mountain Thyme -  (traditional, bewerkt door Jim McGuinn, Chris Hillman, Michael Clarke, David Crosby) – 2:30
3. Mr. Spaceman - (Jim McGuinn) – 2:09
4. I see you - (Jim McGuinn, David Crosby) – 2:38
5. What's happening?!?! -  (David Crosby) – 2:35
6. I come and stand at every door - (Nâzım Hikmet) – 3:03

### kant twee
1. Eight Miles High -  (Gene Clark, Jim McGuinn, David Crosby) – 3:34
2. Hey Joe (Where You Gonna Go) - (Billy Roberts) – 2:17
3. Captain Soul -  (Jim McGuinn, Chris Hillman, Michael Clarke, David Crosby) – 2:53
4. John Riley - (traditional, bewerkt door Jim McGuinn, Chris Hillman, Michael Clarke en David Crosby) – 2:57
5. 2-4-2 Fox Trot (The Lear Jet Song) - (Jim McGuinn) – 2:12

### Her-uitgave 1996 (zes bonus tracks)
1. Why -  (Jim McGuinn, David Crosby) – 2:59 (single-versie)
2. I Know My Rider (traditional, bewerkt door Jim McGuinn, Gene Clark, David Crosby) – 2:43
3. Psychodrama City - (David Crosby) – 3:23
4. Eight Miles High - (Gene Clark, Jim McGuinn, David Crosby) – 3:19 (alternatieve versie RCA)
5. Why - (Jim McGuinn, David Crosby) – 2:40 (alternatieve versie RCA)
6. John Riley -  (traditional, bewerkt door Jim McGuinn, Chris Hillman, Michael Clarke, David Crosby) – 3:05 (instrumentale versie)

## Album
Het album Fifth Dimension is opgenomen tussen 24 januari en 25 mei 1966 in de Columbia Studios in Hollywood, Californië. Het is geproduceerd door Allen Stanton en uitgebracht door Columbia Records op 18 juli 1966 in de Verenigde Staten en op 22 september van dat jaar in Groot-Brittannië.  De band had eerder enkele nummers voor dit album opgenomen in een studio van RCA, maar de platenmaatschappij Columbia vond dat er alleen opnames mochten plaatsvinden in hun eigen studio’s en eiste dat de nummers opnieuw werden opgenomen. De verboden opnames staan op een heruitgave van dit album uit 1996 (met zes bonustracks).  Op 26 april 2005 is een compilatie verschenen met outtakes van de Fifth Dimension opname sessies, getiteld Another Dimension.
Er zijn drie singles verschenen die afkomstig zijn van dit album: Eight miles high/Why (maart 1966), Fifth dimension/Captain Soul (juni 1966) en Mr. Spaceman/What ’s happening (september 1966). Op de site van Discogs is de discografie van dit album te raadplegen. Zie bronnen en referenties.

## Ontvangst
Het album Fifth dimension werd door AllMusic gewaardeerd met 4 ½ ster (maximaal vijf sterren).In de Verenigde Staten behaalde het album # 24 en in het Verenigd Koninkrijk # 27. De single Eight miles high bereikte in de Verenigde Staten # 14 , de single Fifth dimension behaalde # 44 en Mr. Spaceman werd # 36. In het Verenigd Koninkrijk behaalde de single Eight miles high # 24. De beide andere singles haalden de Britse hitlijsten niet. In Nederland werd het album geen hit, evenmin als de singles.